# Tuktatija
Tuktatija (zm. 1377) – chan Złotej Ordy i Białej Ordy w 1375.
Był bratankiem Urusa, którego próbował obalić przejmując chwilowo władzę w 1375 roku. Po niepowodzeniu uciekł do Tamerlana. Wkrótce został zabity. 